# Kerry Reid
Kerry Melville Reid, född 7 augusti 1947 i Sydney, New South Wales, Australien, är en högerhänt tidigare professionell  tennisspelare. Hon var en av världens 10 bästa singelspelare under stora delar av 1970-talet och vann under perioden 1966-1979 minst en större turnering varje år (utom 1975). Totalt vann hon under karriären 27 singeltitlar, inklusive en Grand Slam-turnering. Hon spelade dessutom ytterligare 40 singelfinaler. Reid var en av spelarna i the "Houston 9", som var den grupp av spelare som 1970 signerade proffskontrakt med Gladys Heldmans Virginia Slims Circuit. 

## Tenniskarriären
Reid nådde 1970 singelfinalen i Australiska öppna som hon förlorade mot Margaret Smith Court (1-6, 3-6). Säsongen  1972 spelade hon final i US Open, som hon förlorade mot Billie Jean King (3-6, 5-7). Samma säsong nådde Reid finalen i den då nystartade turneringen Season ending Virginia Slims Championship. Hon förlorade den finalen mot Chris Evert med siffrorna 5-7, 4-6. 
Reid vann sin förnämsta turneringsseger i december 1977 då hon vann singeltiteln i Australiska öppna mästerskapen genom finalseger över australiskan Dianne Balestrat Fromholz (7-5, 6-2). 
Kerry Reid var också mycket framgångsrik som dubbelspelare. Redan 1968 vann Reid som junior dubbeltiteln i Australiska mästerskapen tillsammans med Karen Krantzcke. I samma turnering 1977 vann hon också dubbeltiteln, då tillsammans med Mona Schallau Guerrant. Finalmatchen spelades inte på grund av regn, varför titeln delades med det andra finalparet,  Evonne Goolagong/Helen Gourlay Cawley. Hon vann dubbeltiteln i Wimbledon 1978 tillsammans med Wendy Turnbull. 
Under sitt sista år som tävlingsspelare på WTA-touren, 1979, besegrade hon för första och enda gången i turneringspel Martina Navratilova.
Reid deltog i det australiska Fed Cup-laget 1967-69 och 1976-79. Hon spelade i det australiska lag som 1968 vann titeln genom finalseger över ett lag från Nederländerna. Hon besegrade flera toppspelare i olika Fed Cup-möten och av de totalt 47 matcher hon spelade vann hon 37. Bland spelare hon besegrade märks Rosie Casals, Virginia Wade och Tracy Austin.

## Spelaren och personen
Kerry Reid är den yngsta av fyra syskon. Hennes mor var tennisspelare på regional toppnivå. Reid hade en oortodox spelstil, särskilt bekant blev hon för sina extremt sidskruvade svårreturnerade forehandslag och ofta mycket effektiva stoppbollar. 
Reid gifte sig med idrottsmannen Grover "Raz" Reid, som fungerade som hennes tränare under de sista tre åren av hennes karriär. Paret slog sig därefter ner i South Carolina och fick 2 döttrar.

## Grand Slam-titlar
- Australiska öppna
  - Singel - 1977
  - Dubbel - 1968, 1977 (delad titel, matchen spelades inte på grund av regn)
- Wimbledonmästerskapen
  - Dubbel - 1978